# Carlo Abarth
Karl (Carlo) Alberto Abarth (15. november 1908 i Wien – 24. oktober 1979) var en Østrigsk født bildesigner. Han grundlagde tunings- og udstyrsproducenten Abarth. Selskabet blev hovedsageligt kendt før samarbejdet med FIAT, som igennem årene har sendt mange specialbiler på markedet med skorpion-logoet.